# Zuzowy
Zuzowy [pronunciación en polaco: /zuˈzɔvɨ/] es un pueblo en el distrito administrativo de Gmina Przedbórz, dentro del Distrito de Radomsko, Voivodato de Łódź, en Polonia central. Se encuentra aproximadamente 9 kilómetros al noreste de Przedbórz, 37 kilómetros al este de Radomsko, y 81 kilómetros al sudeste de la capital regional, Łódź.